# Tôn Hoàn
Tôn Hoàn (giản thể: 孙桓; phồn thể: 孫桓; bính âm: Sun Huan, 198 – 223), hay Du Hoàn (俞桓), tên tự là Thúc Vũ (叔武), là tông thất, tướng lĩnh Đông Ngô thời Tam Quốc trong lịch sử Trung Quốc.

## Thân thế
Tôn Hoàn quê ở huyện Phú Xuân, quận Ngô, Dương Châu, là con trai thứ ba của Tôn Hà (từng quá kế nhà họ Du, cháu họ Tôn Kiên), em trai của Tôn Trợ, Tôn Nghị, anh trai của Tôn Tuấn.
Tôn Hoàn dáng vẻ đoan chính, bụng dạ sáng láng, học rộng nhớ lâu, có thể nghị luận ứng đối, Tôn Quyền thường gọi là Nhan Uyên trong đám tông thất.

## Cuộc đời
Tôn Hoàn ban đầu được làm Vũ vệ Đô úy. Năm 219, Hoàn theo Lã Mông đánh lén Kinh Châu. Trong chiến dịch này, Tôn Hoàn chặn đánh Quan Vũ ở đường Hoa Dung, bắt làm tù binh hơn 5.000 người cùng thu giữ nhiều trâu, ngựa, khí giới.
Năm 222, khi 25 tuổi, Tôn Hoàn được phong làm An Đông Trung lang tướng, theo Lục Nghị chống lại Lưu Bị. Tôn Hoàn đóng quân ở Di Đạo, bị quân Thục Hán bao vây, cho người đến chỗ Lục Nghị cầu cứu. Lục Nghị cho rằng chỉ cần kế sách thành công, thì không cần chi viện Tôn Hoàn. Quả nhiên, Lục Nghị thành công, Tôn Hoàn không những được giải vây, còn thừa cơ cho quân chặn đường lui của Lưu Bị, khiến quân Thục Hán phải vượt núi mới thoát. Lưu Bị phẫn uất than rằng: Ta năm xưa đến Kinh Thành, Hoàn còn là đứa trẻ, mà nay bức trẫm đến thế này đấy!
Tôn Hoàn nhờ công này nên được phong Kiến Vũ tướng quân, tước Đan Đồ hầu; được phái đi Giang Hạ làm đốc Ngưu Chử, xây dựng Hoành Giang ổ.
Năm 223, Tôn Hoàn mắc bệnh dịch, chết khi đang ở chức, thọ 26 tuổi.

## Gia đình
- Con trai:
  - Tôn Kiến (孫建), con trưởng, sau khi Tuấn chết tập tước, quan đến Bình Lỗ tướng quân.
  - Tôn Thận (孫慎), con thứ, quan đến Trấn Nam tướng quân.
- Cháu trai:
  - Tôn Thừa (孫丞), con của Tôn Thận, quan đến Hoàng môn thị lang thời Tây Tấn.

## Trong văn hóa
Trong tiểu thuyết Tam quốc diễn nghĩa của La Quán Trung, Tôn Hoàn xuất hiện ở hồi 82, giữ chức An Đông tướng quân. Tôn Quyền hỏi kế đánh Lưu Bị, Tôn Hoàn ỷ mình có hai mãnh tướng Lý Dị, Tạ Tinh, xin được ra trận. Tôn Quyền khen Hoàn là anh hùng, phong làm Tả đô đốc, cùng Hữu đô đốc Chu Nhiên dẫn 5 vạn quân tấn công Nghi Đô. Tôn Hoàn bị Ngô Ban nhiều lần đánh bại, phải chạy đến Di Lăng cố thủ chờ viện quân. Chu Thái xin Lục Nghị cứu viện Di Lăng nhưng Lục Nghị không đồng ý: Ta vốn biết Tôn An Đông rất được lòng quân sĩ, chắc hẳn giữ vững được, không cần phải cứu chữa nữa. Đợi khi nào ta phá xong Thục thì ông ấy sẽ thoát thôi.
Lục Nghị phá quân Thục, Ngô Ban, Trương Nam đang đánh Di Lăng thì Phùng Tập đến báo tin thua trận, yêu cầu các tướng rút lui để đi cứu Lưu Bị. Quân Thục đang lui thì quân Ngô kéo đến, Tôn Hoàn thừa cơ cho quân đánh ra, giết được hai tướng Trương Nam, Phùng Tập.